# Prien am Chiemsee (stacja kolejowa)
Prien am Chiemsee (niem: Bahnhof Prien am Chiemsee) – stacja kolejowa w Prien am Chiemsee, w kraju związkowym Bawaria, w Niemczech. Leży na linii kolejowej Rosenheim – Salzburg oraz Chiemgaubahn i Chiemsee-Bahn. Znana jako Chiemgauer Lokalbahn Chiemgau linia Bad Endorf-Obing jest teraz obsługiwana przez pociągi retro.
Ponadto, istnieje w Prien am Chiemsee stacja Prien-Stock, będąca stacją początkową dla linii Chiemseebahn.
Obsługuje dziennie około 85 pociągów i według klasyfikacji Deutsche Bahn posiada kategorię 4.

## Położenie
Stacja znajduje się na zachód od centrum miasta Prien am Chiemsee. Budynek dworca znajduje się w samym centrum miasta i znajduje się na zachód od obiektów kolejowych. Ma adres Bahnhofplatz 2, który na północ przechodzi w Seestraße. Na zachód znajduje się Hochriesstraße. Na wschód od terenu stacji, znajduje się Chiemseebahnweg, nazwanej tak od znajdujących się tam torów Chiemseebahn.

## Infrastruktura
Stacja składa się z czterech torów przy dwóch peronach, z torem 1 i torem ślepym 1a znajdują się przy głównym peronie. Peroy przy torach od 1-3 mają 387 metrów długości i 55 centymetrów wysokości. Część peronu przy torze 1a ma tylko 222 metrów długości i 55 centymetrów wysoki. Perony są połączone tunelem z dworcem. Przy stacji znajduje się parking P+R oraz przystanek autobusowy. W budynku dworca znajduje się centrum podróży.
Tor 1a jest obsługiwany przez regionalne pociągi w kierunku Aschau. Na torze 1 zatrzymują się pociągi w kierunku Salzburga i na torze 2 w kierunku Monachium. Tor 3 jest wykorzystywany jedynie w wyjątkowych sytuacjach.

## Linie kolejowe
- Rosenheim – Salzburg
- Chiemgaubahn
- Chiemsee-Bahn